# Rosenhill
För andra betydelser, se Rosenhill (olika betydelser).
Rosenhill är en småort i Ramdala socken i Karlskrona kommun i Blekinge län.